# Klim
 For alternative betydninger, se Klim (Jammerbugt Kommune).
Klim er et dansk forlag beliggende i Klosterport 4F, 5., 8000 Aarhus C, der blev grundlagt i 1984. 

## Historie
Forlaget opstod som en udspaltning fra Forlaget Modtryk, der havde rødder i 1960'ernes og 70'ernes socialistiske studenterbevægelse. Den kreds, der blev til Klim, var dels Modtryks skønlitterære redaktion, dels kredsen omkring Socialistisk Bogklub, der blev overtaget af Klim.
Forlaget holdt oprindeligt til i en midtbyejendom, hvor en redaktion på ca. 20 mennesker havde sin gang. Efterhånden udkrystalliseredes en mindre gruppe (Svend-Aage Petersen, Helmuth Mikkelsen, Inger Kristensen, Lone Dalgaard, Knud Mahler Jensen, Carsten Ole Jørgen Vengsgaard, Alf Andersen og grafikeren Joyce Grosswiler), der stort set er identisk med den nuværende ejerkreds.
I 1992 flyttede forlaget til en villa med lagerplads i det nordlige Aarhus. I midten af 1990'erne begyndte forlaget at satse mere på fagbøger.
Det startede med pædagogikken og særligt den, som retter sig mod læreruddannelsen. Det har været afsæt for nye områder inden for faglitteraturen, f.eks. idrætssociologi, filosofi, litteraturvidenskab og kulturhistorie.

## Aktuel udgivelsesprofil
Klim har i dag en bred udgivelsesprofil. Årligt udgives i gennemsnit ca. 70 nye titler, hvoraf halvdelen er fagbøger og den anden halvdel fiktion. Inden for fiktionslitteraturen har Klim særligt specialiseret sig i oversættelse af engelsksproget kriminallitteratur. For de fleste udgivelsesområder gælder det, at ca. en tredjedel af titlerne er skrevet på dansk bøger, mens resten er oversættelser. 
Klim er et medarbejderejet og -styret forlag, hvor alle har redaktionelle, praktiske, markedsføringsmæssige og administrative opgaver. Hertil kommer eksterne redaktioner tilknyttet de fleste af fagbogsserierne samt en ekstern krimiredaktion.